# Barbara McDonnell
Pour les articles homonymes, voir McDonnell.
Barbara McDonnell (vers 1847-1928) est une philanthrope irlandaise.

## Biographie
Barbara Montgomery McDonnell est née vers 1847 à Dublin. Elle est la plus jeune fille du chirurgien John MacDonnell, et de Charity MacDonnell (née Dobbs). Elle a trois sœurs et six frères. Deux de ses frères sont Robert McDonnell et Alexander McDonnell. Son grand-père paternel est James MacDonnell, et son oncle, sir Alexander Macdonnell. Sa arrière-arrière-grand-père maternel est Arthur Dobbs. McDonnell passe les premières années de vie à Dublin, mais la famille déménage à Cushendall, dans le comté d'Antrim vers 1885. Ses sœurs aînées, Rose Emily McDonnell et Catherine Anne Stewart McDonnell, fondent un hôpital à Cushendall en août 1885. L'hôpital est finalement devenu une partie du National Health Service. Il est possible que McDonnell soit la « dame cultivée de Cushendall et formée aux soins infirmiers » qui a pris la position de première matrone du Coleraine Cottage Hospital. Cet hôpital a été fondé en 1894, sur le modèle de l'hôpital Cushendall,.
McDonnell a fondé une fabrique de jouets à Cushendall en 1900. Celle-ci emploi des populations locales et promeut les compétences de travail du bois. Les jouets deviennent populaires et sont vendus en Irlande ainsi qu'en Angleterre et aux États-Unis après qu'ils ont été exposées à l'exposition universelle de 1904 à Saint-Louis. Ce sont des artisans de Cushendall qui ont fait des maisons de poupées pour le musée national d'Irlande. L'usine a fermé en 1914 pendant la Première Guerre mondiale, en raison du manque de main-d'œuvre disponible. À ce moment, McDonnell a aidé en tant qu'infirmière pour les soldats revenus blessés de la guerre, à cette époque moment elle avait plus de 70 ans.
McDonnell a été choisie à l'unanimité en tant que présidente de la première Glens of Antrim Feis en 1904, parce qu'elle l'avait un intérêt particulier pour la langue irlandaise et d'autres traditions. Elle démissionne en octobre 1904, en protestation à la reprise de l'événement par la ville de Belfast.
Elle meurt le 29 décembre 1928. Elle est enterrée à Layde, Cushendall le 2 janvier 1929.